# Cricetulus barabensis
Cricetulus barabensis е вид бозайник от семейство Хомякови (Cricetidae).

## Разпространение
Видът е разпространен в Китай, Монголия, Русия и Северна Корея.